# Standards d'État dans la fédération de Russie
Pour les articles homonymes, voir GOST.
Les normes GOST (en russe : ГОСТ, pour Государственный стандарт), ou standards d'État, désignent l'ensemble des normes commerciales et industrielles reconnues en fédération de Russie. Elles sont délivrées et gérées par l'Agence fédérale pour la régulation technique et la métrologie, organisme officiel russe de normalisation et membre de l'Organisation internationale de normalisation (ISO) auprès de laquelle elle représente la Russie.
L'élaboration de normes techniques standards à l'échelle fédérale a commencé par l'introduction en 1918 en Russie du Système international d'unités (SI). C'est notamment à l'aide de ce système que la fédération de Russie est passée à l'utilisation d'unités de mesure comme le mètre et le kilogramme. Ce système s'appelle le système métrique des mesures et des poids.

## Histoire
Le premier organisme de standardisation a été créé près du Conseil du Travail et de la Défense en 1925. Il s'appelait le Comité sur standardisation. Sa tâche principale était le développement et la mise en œuvre de normes de l'Union soviétique - OSTs. Premières normes développées introduisaient les exigences à la fonte et le louage des métaux ferreux, aux sortes de sélection du blé, aux certains produits de consommation courante.
Jusqu'à 1940, l'affirmation des standards se trouvait dans la conduite des Commissariats. Mais, en 1940, on a institué le comité de l'Union soviétique sur standardisation, et la standardisation a passé sur la création directement les normes d'État.
En 1968 pour la première fois dans la pratique mondiale on a créé le système d'État de standardisation. Il était chargé de la création et du développement des standards suivants:
- GOST - l'étalon national de l'Union soviétique ;
- RSТ - le standard républicain ;
- OST - standard de l'industrie ;
- STP - le standard de l'entreprise.

Le problème d'harmonisation des standards russes et les normes d'État a été fixé en 1990 par le Conseil des ministres de l'Union soviétique, quand la transition vers l'économie de marché a commencé. On a formulé l'affirmation que l'exécution des normes d'État et d'autres standards pouvait être obligatoire ou recommandé. Les exigences obligatoires sont celles qui se rapportent à la sécurité, la compatibilité de production, la performance environnementale et l'interchangeabilité. L'application des standards nationaux qui sont actuels dans d'autres pays, l'application des exigences internationales si elles répondent aux besoins de l'économie nationale a été permise par la décision du gouvernement de l'Union soviétique.
Pendant les années passées on a développé et affirmé la quantité immense de normes d'État. À présent, on leur révise en tenant compte des exigences internationales. Quand les standards internationaux ISO ont été pris pour base, des séries des standards russes ont commencé à apparaître dans la fédération de Russie. Comme, par exemple, GOST ISO 9001 ou GOST ISO 14001 qui ont intégré les meilleures pratiques de la communauté internationale, mais qui prennent en considération les spécificités de la Russie.

## Systèmes des standards techniques
Le niveau du développement technique, la nécessité de développement et mise en œuvre des systèmes d'information, et beaucoup d'autres facteurs ont amené à la création des ensembles de standards et la série de grands systèmes des standards techniques. Ils s'appellent inter-normes de l'industrie. Dans le système des standards d'État ces normes ont les indices personnels. Le système des standards d'État a son propre indice -1. Aujourd'hui, des systèmes existants en particulier sont les systèmes des standards suivants (les systèmes de GOST):
- Système unifié pour la documentation de construction (l'indice 2);
- Système unifié pour la documentation technique (l'indice 3);
- Système de la documentation bibliographique (l'indice 7);
- Système d'État de l'unité des mesures (l'indice 8);
- Système des standards de la sécurité du travail (l'indice 12);
- Système unifié de la documentation de programme (l'indice 19);
- Système des standards des exigences ergonomiques et l'esthétique technique (l'indice 29).

Le système unifié pour la documentation de construction et le système unifié pour la documentation technique prennent la place spéciale parmi tous les standards de l'industrie. Ils sont liés, et ils formulent les exigences de base à la documentation technique principale pour tous les secteurs de l'économie nationale.

## Règlements techniques
Les règlements techniques sont apparus en Russie après l'adoption de loi fédérale no 184 « Sur la réglementation technique » en 2002. La loi a proclamé que GOST est un document non obligatoire. Les nouveaux standards (les règlements techniques) devaient remplacer les standards de GOST. Les règlements techniques devaient établir les exigences minimales de sécurité aux objets correspondants.
Mais la sagesse a gagné[Quoi ?]. Les organismes de standardisation doivent publier la liste des GOST, des règles et d'autres standards avant affirmer le règlement suivant technique. L'exécution des règles de cette liste amènera à réalisation des exigences établies par le règlement technique concret.
La formulation détaillée des exigences se trouve toujours notamment dans les GOST. Application de GOST est recommandée par la loi.

## Spécifications
S'il n'y a pas de standards sur une nouvelle production (qui n'était pas encore produite sous le socialisme et pendant les années suivantes), le producteur doit les créer ou   acheter les standards pour industrie analogue qui utilise la même technologie, les mêmes matières premières et les mêmes composants.
Les spécifications sont développées selon la décision du fabricant ou à la demande de consommateur. Ils font partie intégrante d'un ensemble de documentation technique et documentation sur construction. S'il n'y a pas d'autre documentation technique, les spécifications doivent inclure toutes les exigences à production, au contrôle et à l'acceptation de produits.
Les spécifications techniques doivent correspondre selon sa construction, sa composition et sa présentation aux exigences des normes d'État (qui font partie du système unifié pour la documentation de construction). Spécifications (comme GOST) ne sont pas obligatoires pour application selon la loi fédérale no 184, excepté les dispositifs techniques (qui sont utilisés sur unités liées à des produits dangereux) et d'autres produits similaires.
Les technologies ne restent pas sur place. Le système de standardisation ne suit pas toujours  le rythme et de l'esprit du temps. Si le producteur possède un tel « savoir-faire » qui lui permettra créer le produit de haute qualité et unique sur le marché russe, il est également obligé d'utiliser les spécifications techniques.
Le producteur doit aussi enregistrer officiellement les spécifications développées ou achetées dans l'organisme de la certification. Car les spécifications non enregistrées ne sont pas les standards officiels de l'entreprise, le propriétaire ne peut pas passer même la certification volontaire de production.
La conformité aux exigences de GOST, du règlement technique ou des spécifications est l'exigence actuelle du temps et du marché. Pour que producteur et sa production puissent prendre la place sur le marché russe, le producteur doit respecter les exigences de la législation de la fédération de Russie dans la partie de la certification obligatoire et volontaire.